# Eucrassatella gibbosa
Eucrassatella gibbosa is een tweekleppigensoort uit de familie van de Crassatellidae. De wetenschappelijke naam van de soort is voor het eerst geldig gepubliceerd in 1832 door G.B. Sowerby I.